# Торрес, Эльдер
Эльдер Эдуардо Торрес Гуатемала (исп. Élder Eduardo Torres Guatemala; родился 14 апреля 1995 года в Ла-Сейбе, Гондурас) — гондурасский футболист, опорный полузащитник клуба «Вида». Участник Олимпийских игр 2016 в Рио-де-Жанейро.

## Клубная карьера
Торрес начал карьеру в клубе «Вида». 10 ноября 2013 года в матче против «Реал Эспанья» он дебютировал в чемпионате Гондураса. Во втором сезоне Эльдер завоевал место в основе. В начале 2016 года Торрес на правах аренды перешёл в американский «Реал Монаркс». 3 апреля в матче против «Лос-Анджелес Гэлакси II» он дебютировал в USL. 26 июня в поединке против «Колорадо-Спрингс Суитчбакс» Торрес забил свой первый гол за «Реал Монаркс».

## Международная карьера
В 2015 году Торрес был включён в заявку молодёжной сборной Гондураса на участие в молодёжном чемпионате КОНКАКАФ на Ямайке. На турнире он сыграл в матче против Канады. Летом того же года Эльдер принял участие в молодёжном чемпионате мира в Новой Зеландии. На турнире он сыграл в матче против команды Германии.
В 2016 году в составе олимпийской сборной Гондураса Торрес принял участие в Олимпийских играх в Рио-де-Жанейро. На турнире он был запасным и на поле не вышел.